# 石学敏
石学敏（1938年6月6日—2025年5月11日），天津人，中国中医针灸学专家，国医大师，天津中医药大学终身教授，天津中医药大学第一附属医院名誉院长。1962年毕业于天津中医学院，1999年当选为中国工程院院士。